# Istituto Internazionale di Studi Liguri

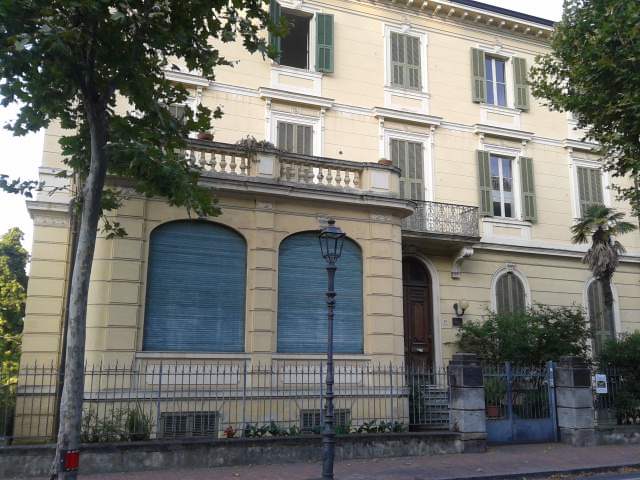
Das Istituto Internazionale di Studi Liguri

Das Istituto Internazionale di Studi Liguri ist eine von Margaret Berry und Nino Lamboglia 1937 gegründete, dem Themenfeld Ligurien gewidmete wissenschaftliche Einrichtung. Sie befindet sich in der Via Romana, 39 in Bordighera.

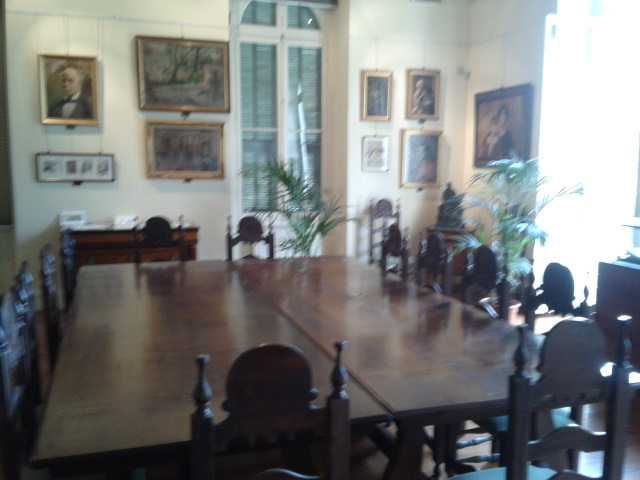
Einer der Räume des Instituts

## Geschichte
Das	Institut geht auf ein 1888 von Clarence Bicknell gegründetes Museum zurück. Das Museo Clarence Bicknell sammelte vor allem Exponate zur Botanik und zur damit in Verbindung gesehenen Urgeschichte. Bicknell überließ seine Sammlung nach seinem Tod im Jahr 1918 der Kommune Bordighera. Fünf Jahre lang versuchte die Kommune, den Standort des Museums zu verlagern, doch die Erben des Gründers, Margaret und Edward Elhanan Berry, verhinderten dies. Berry, dem 1924 die Umwandlung in einen Tendenzbetrieb oder -institution (ente morale autonomo) gelang, erweiterte die Sammlung um Kunstwerke, aber auch historische Artefakte und solche der Volkskultur.
Im Jahr, in dem Berry in Rom starb, entstand 1932 eine erste historisch-archäologisch ausgerichtete Institution, die sich mit Ligurien befasste, nämlich die Società Storico-Archeologica Ingauna e Intemelia. Sie benannte sich nach den Ligurerstämmen der Ingauni und der Intemelii, die im Umkreis des Gründungsortes Albenga gelebt hatten. Margaret Berry wurde eines der ersten Mitglieder (soci). Sitz der Institution wurde das Museo Bicknell, Leiter des Istituto di studi liguri wurde von 1937 bis 1977 Nino Lamboglia. Die Engländerin Margaret Berry musste hingegen das Land auf Druck der Faschisten verlassen. Hauptsitz des Instituts wurde das ehemalige Hotel Scandinavia.
1947 wurde die Einrichtung in Istituto Internazionale di studi liguri umbenannt, was auch nach außen signalisierte, dass die Arbeiten zu Ligurien nunmehr grenzübergreifend mit französischen Wissenschaftlern stattfinden sollten. Mit Ligurien waren nunmehr alle Gebiete gemeint, in denen jemals Ligurer gelebt hatten. 
Von den 21 Sektionen befinden sich 16 in Italien, drei in Frankreich und zwei in Spanien; die dortige Sektion sieht ihren Rahmen in den Grenzen der römischen Provinz Gallia Narbonensis.

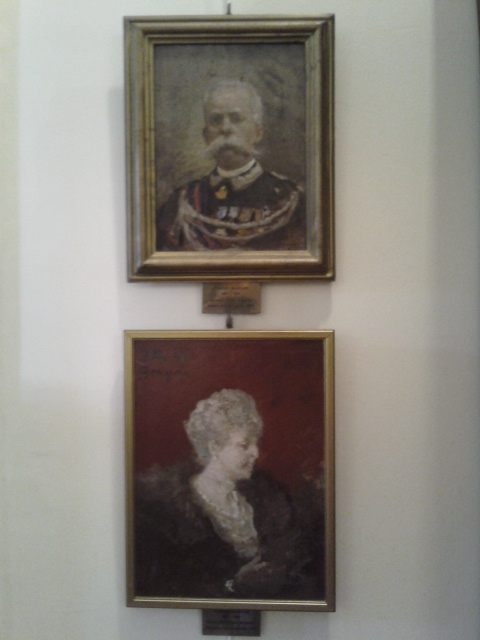
Gemälde von Pompeo Mariani: oben Umberto I., der 1900 ermordet wurde, unten seine Ehefrau und Cousine, Königin Margherita († 1926).

Das Institut gibt die Fachzeitschrift Rivista di studi liguri heraus, dazu seit 2003 als weitere, jährlich erscheinende Zeitschrift Ligures. Rivista di Archeologia, Storia, Arte e Cultura Ligure.
Die Gemäldesammlung umfasst Werke von Pompeo Mariani (1857–1927), Hermann Nestel (1858–1905), Friederich von Kleudgen (1846–1924), dazu Mobiliar aus der Villa Hanbury.